# Péchés de jeunesse
Péchés de jeunesse is een Franse dramafilm uit 1941 onder regie van Maurice Tourneur. Destijds werd de film in Nederland uitgebracht onder de titel Jeugdzonden.

## Verhaal
In zijn jonge jaren hield mijnheer Lacalade er meerdere affaires op na. Het kon bovendien hem geen moer schelen of zijn vriendinnen zwanger werden. Op zijn oude dag besluit hij zijn nakomelingen op te zoeken. Zijn kinderen zijn niet geïnteresseerd in hem. Uiteindelijk vindt hij een verloren zoon terug in een weeshuis. Hij leert er bovendien de liefde van zijn leven kennen.